# Alfred Jospe
Alfred Jospe (* 31. März 1909 in Berlin; † 19. November 1994 in Washington, D.C.) war ein deutscher Rabbiner.

## Leben
Alfred Jospe war der Sohn des Kantors Joseph Jospe und seiner Frau Rosa Cerini. Von 1928 bis 1934 studierte Jospe am Jüdisch-Theologischen Seminar in Breslau und wurde 1932 ordiniert. Gleichzeitig studierte er an der Universität Breslau, wo er auch promovierte. Am 2. Dezember 1934 wurde Jospe Bezirksrabbiner in Schneidemühl.
Im Herbst 1936 wurde Jospe nach Berlin berufen und war seitdem Rabbiner und Prediger in der Neuen Synagoge an der Oranienburgerstraße. Nach den Novemberpogromen 1938 und seiner Entlassung aus der Inhaftierung in Sachsenhausen ging Jospe zunächst nach Großbritannien.
Im Juni 1939 emigrierte Alfred Jospe mit Frau und Tochter in die USA, wo er unter anderem für die jüdische Studentenorganisation Hillel arbeitete, deren Leiter er von 1971 bis 1975 war.

## Schriften (Auswahl)
- Studies in Jewish Thought. Wayne State University Press, Detroit 1981, ISBN 0-8143-1676-X.
- Die Unterscheidung von Mythos und Religion bei Hermann Cohen und Ernst Cassirer in ihrer Bedeutung für die jüdische Religionsphilosophie. Wiercimok, Oppeln 1932. (Dissertation)

Als Übersetzer und Herausgeber
- Shemuʾel Hugo Bergman: Faith and reason. B’nai B’rith Hillel Foundations, Washington 1961.